# Якушев, Алексей Петрович
Алексе́й Петро́вич Я́кушев (28 января 1914 — 28 марта 1969) — советский волейболист и тренер. Двукратный чемпион мира (1949, 1952), двукратный чемпион Европы (1950, 1951), 8-кратный чемпион СССР. Заслуженный мастер спорта СССР (1947). Заслуженный тренер СССР (1956).

## Биография
Выступал за команды:
- 1936—1938 — «Медик» (Москва);
- 1938—1940 — «Наука» (Тбилиси);
- 1940—1941 — «Спартак» (Москва);
- 1941—1954 «Динамо» (Москва).

8-кратный Чемпион СССР: 1934—1936 (в составе сборной Москвы), 1945—1948, 1951, серебряный (1938, 1950, 1952) и бронзовый (1940) призёр чемпионатов СССР. 3-кратный обладатель Кубка СССР 1950—1952. Проявил себя блестящим тактиком игры. Первым применил нападающий удар из-за 3-метровой линии (в 1949).
В составе сборной СССР дважды становился чемпионом мира (1949 и 1952) и дважды чемпионом Европы (1950 и 1951).
В 1953 работал старшим тренером мужской студенческой сборной СССР, с которой выиграл волейбольный турнир Всемирных студенческих игр. В 1955—1962 — старший тренер женской сборной СССР, которую дважды приводил к «золоту» чемпионатов мира (1956, 1960) и золотым наградам чемпионата Европы 1958, а также к «серебру» чемпионата Европы 1955 и мира 1962.
В 1963—1969 — старший тренер мужской команды «Локомотив» Москва (до 1966) и женской команды «Буревестник» Москва (с 1966). Соавтор книги «Волейбол» (1957).
Участник Великой Отечественной войны. С июня 1941 года — рядовой ОМСБОН НКВД СССР. Участвовал в обороне Москвы.

### Тренерская карьера
- 1953 — мужская студенческая сборная СССР — старший тренер;
- 1955—1962 — женская сборная СССР — старший тренер;
- 1963—1966 — «Локомотив» Москва (мужчины) — старший тренер;
- 1966—1969 — «Буревестник» Москва (женщины) — старший тренер.

## Игровые достижения

### С клубами
- 8-кратный чемпион СССР — 1934—1936, 1945—1948, 1951;
  - 3-кратный серебряный (1938, 1950, 1952) и бронзовый (1940) призёр чемпионатов СССР.
- 3-кратный обладатель Кубка СССР 1950—1952.

### Со сборной СССР
- двукратный чемпион мира — 1949, 1952.
- двукратный чемпион Европы — 1950, 1951.

## Тренерские достижения

### Со сборными
Мужская студенческая сборная СССР:
- Чемпион Всемирных студенческих игр 1953.

Женская студенческая сборная СССР:
- Двукратный чемпион Всемирных студенческих игр — 1955, 1957.

Женская сборная СССР:
- двукратный чемпион мира — 1956, 1960;
  - серебряный призёр чемпионата мира 1962.
- чемпион Европы 1958;
  - серебряный призёр чемпионата Европы 1955.

## Награды
- Орден «Знак Почёта» (27.04.1957) — «за успехи, достигнутые в деле развития массового физкультурного движения в стране, повышения мастерства советских спортсменов, и успешное выступление на международных соревнованиях»

## Источник
- Волейбол: Энциклопедия / Сост. В. Л. Свиридов, О. С. Чехов. — Томск: Компания «Янсон», 2001.